# La ricchezza della rete
La ricchezza della rete (The Wealth of Networks) è un libro uscito nel 2006 (in Italia nel 2007). Il suo autore è Yochai Benkler, professore di diritto alla Università di Harvard.
Il libro è sottotitolato La produzione sociale trasforma il mercato e aumenta le libertà (in inglese How Social Production Transforms Markets and Freedom).

## Storia editoriale
Il libro è reso disponibile sotto licenza Creative Commons NC-SA (non commerciale, condividi allo stesso modo).
Benkler lo ha definito un libro modificabile via internet, "un esperimento di come i libri potrebbero essere in futuro", per dimostrare come gli autori e i lettori possano collegarsi istantaneamente o anche collaborare.

## Edizioni
- (EN) Benkler Yochai, The Wealth of Networks. How Social Production Transforms Markets and Freedom (PDF), Yale University Press, 2006, ISBN 0-300-11056-1.